# Fausse-coronide
Hipparchia hansii
Espèce
La Fausse-coronide ou Faune d'Austaut (Hipparchia hansii) est un lépidoptère appartenant à la famille des Nymphalidae, à la sous-famille des Satyrinae et au genre Hipparchia.

## Dénomination
Il a été nommé Hipparchia hansii par Jules Léon Austaut en 1879.
Synonymes : Satyrus Hansii Austaut, 1879; Satyrus Fauna-holli Oberthür, 1909; Satyrus colombati Oberthür, 1921; Satyrus belouini Oberthür, 1921; Satyrus hansii intermedia Chnéour, 1963; Hipparchia hansii tansleyi Tarrier, 1995; Neohipparchia hansii .

### Sous-espèce
- Hipparchia hansii colombati (Oberthür, 1921) ; dans le Moyen Atlas marocain.
- Hipparchia hansii edithae Tarrier, 1995 ; à Tizi-n-Talrhemt dans le Haut Atlas oriental marocain.
- Hipparchia hansii pseudostatilinus ssp. nova
- Hipparchia hansii tansleyi Tarrier, 1995 ; à Tizi-n-Taghatine, dans l'Anti-Atlas nord-oriental marocain.
- Hipparchia hansii subsaharae Tarrier 2002 ; à Tizi-n-Tazazert, dans l'Anti-Atlas nord-oriental marocain.
- Hipparchia hansii tlemcen[2],[3]

## Noms vernaculaires
La Fausse-coronide ou Faune d'Austaut se nomme Austaut's Grayling en anglais.

## Description
Le Faune  d'Austaut est de couleur ocre foncée avec une tache androconiale pour le mâle, ocre plus clair pour la femelle, avec en bordure une frange entrecoupée et deux ocelles noirs aveugles ou très discrètement pupillés aux antérieures et un très petit aux postérieures.
Le revers est marbré d'ocre et de blanc, plus uniformément ocre clair chez la femelle, avec les deux ocelles noirs cerclés d'ocre aux antérieures.

## Biologie

### Période de vol et hivernation
Le Faune d'Austaut vole en une génération entre fin août et novembre.

### Plantes hôtes
Ses plantes hôtes sont des Festuca.

## Écologie et distribution
Le Faune  d'Austaut est présent en Afrique du Nord au Maroc dans le Haut-Atlas et le Moyen-Atlas, en Algérie, en Tunisie et dans le nord-ouest de la Libye. Au Maroc il est présent partout de 200 à 2 600 mètres, mais pas en zones de culture, ni dans les oasis des zones sahariennes.

### Biotope
Il réside dans des pentes rocheuses.

### Protection
Il serait peu menacé à vulnérable suivant les régions.